# Out of the Inkwell (película de 1938)
Out of the Inkwell es un corto de animación estadounidense de 1938, de la serie de Betty Boop. Fue producido por los estudios Fleischer y distribuido por Paramount Pictures.
Se trata de un homenaje a aquellos primeros cortos realizados por los estudios en que se combinaban imágenes animadas con acción real. En este corto, que lleva el nombre de la primera serie de los estudios Fleischer, quien sale del tintero no es Koko el payaso, como ocurría entonces, sino Betty Boop.

## Argumento
En acción real, un hombre (Oscar Polk, quien interpretó a uno de los esclavos de Tara en Gone with the Wind) está barriendo en el despacho ya vacío de Max Fleischer. Empieza a leer un libro de hipnosis y consigue hipnotizar a la pluma de Max, que dibuja a Betty. También hará que esta realice algunas acciones bajo sugestión. Pero Betty, cansada de la situación, aprenderá también a hipnotizar para vengarse de él.

## Producción
Out of the Inkwell es la septuagésima quinta entrega de la serie de Betty Boop y fue estrenada el 22 de abril de 1938.